# Personalentlohnung
Die Personalentlohnung ist eine der Grundfunktionen des Personalwesens, die sich mit der Bereitstellung geldlicher Leistungen des Unternehmens an seine Arbeitnehmer in Form des Arbeitsentgelts auseinandersetzt. Der Personalentlohnung wird daher auch der Begriff der Abwicklungsfunktion zugeordnet, beispielsweise hinsichtlich der Lohn- und Gehaltsabrechnung. Als Instrument im betrieblichen Anreizsystem nimmt die Personalentlohnung eine zentrale Rolle ein.

## Rechtsgrundlagen
Der arbeitsrechtliche Zusammenhang zwischen dem zu zahlenden Arbeitsentgelt und der Arbeitsleistung wird durch § 611 Abs. 1 BGB begründet. Damit verpflichtet sich der Arbeitgeber gegenüber dem Arbeitnehmer zur Zahlung des vereinbarten Arbeitsentgelts. Gegenleistung ist stets dessen Arbeitspflicht, konkretisiert nach Arbeitsinhalt, Arbeitszeit und Arbeitsort.
Als Rechtsgrundlagen für die Personalentlohnung gelten:
- Der Tarifvertrag als ein Vertrag zwischen Arbeitgeberverbänden bzw. einzelnen Arbeitgebern und Gewerkschaften, in dem die Entgeltbedingungen für einen bestimmten Zeitrahmen für beide Seiten verbindlich festgelegt werden, z. B. ein längerfristiger Manteltarifvertrag bzw. ein einjähriger Lohn- und Gehaltstarifvertrag. Die Gruppe außertariflich bezahlter Arbeitnehmer bleibt von diesen Bestimmungen unberührt.
- Die Betriebsvereinbarung als vertragliche Regelung zwischen einem Arbeitgeber und dem Betriebsrat, die auch Bestimmungen zur Entlohnung enthält. Gemäß § 87 Abs. 1, Ziff. 6, 10 und 11 BetrVG hat der Betriebsrat ein Mitbestimmungsrecht bei der Einführung und Anwendung technischer Einrichtungen, bei Fragen der betrieblichen Lohngestaltung und bei der Festsetzung von Akkord- und Prämiensätzen.
- Der Arbeitsvertrag als ein privatrechtlicher Vertrag, in dem sich der Arbeitgeber u. a. zur Lohnzahlungspflicht und der Arbeitnehmer u. a. zur Arbeitspflicht bekennt. Für die Gestaltung des Arbeitsvertrages gilt grundsätzlich die Formfreiheit, die dann nicht gilt, wenn Gesetze, Tarifverträge oder Betriebsvereinbarungen vorschreiben, dass ein Arbeitsvertrag der Schriftform bedarf.

## Formen der Personalentlohnung
In einem Unternehmen sind sehr unterschiedliche Leistungen von Arbeitnehmern zu entlohnen. Demzufolge sind folgende Formen der Personalentlohnung zu unterscheiden:
- Geldliche Leistungen, z. B. als Löhne, Zulagen, Gratifikationen, Prämien;
- Geldwerte Leistungen, z. B. Überlassung von Werkswohnungen, Dienstwagen oder Deputatlohn.

Als Lohnformen gelten:
- Der Zeitlohn, bei dem ein bestimmter Lohnbetrag pro Zeiteinheit gezahlt wird, z. B. Monatslohn, Wochenlohn, Tageslohn und Stundenlohn.
- Der Prämienlohn, bei dem außer dem Grundlohn (Fixum) noch eine Prämie als leistungsabhängiger Teil des Lohns gezahlt wird.
- Der Akkordlohn, bei dem vor allem die geleistete Arbeitsmenge zu vergüten ist, d. h., es besteht ein unmittelbarer Bezug zur Personalleistung.
- Der Beteiligungslohn als Erfolgsbeteiligung (Leistungs-, Ertrags- und Gewinnbeteiligung) oder als Kapitalbeteiligung (z. B. Fremd- bzw. Eigenkapitalbeteiligung).

Die Aufwendungen für das Entgelt wirken sich über die Personalkosten auf die Gesamtkosten und damit auf die Wettbewerbsfähigkeit des Unternehmens aus.

## Entgeltpolitik
Die Entgeltpolitik umfasst sämtliche Entscheidungen der Personalmanager, die auf diese Prozesse der Entgeltfindung einwirken und damit das betriebliche Entgeltniveau sowie die direkten Personalkosten bedingen. Die besondere Bedeutung der Entgeltpolitik im Rahmen der Personalpolitik ergibt sich einerseits aus der unmittelbaren Wirkung auf die Wettbewerbssituation des Unternehmens und anderseits aus den eher mittelbaren Einflüssen auf das Leistungsverhalten der Arbeitnehmer.
Die Möglichkeit der Anreiz- und Entgeltgestaltung hilft den betrieblichen Führungskräften, im Rahmen der Personalführung beim Mitarbeiter verhaltensbestärkende Mechanismen zu aktivieren. Auf der Grundlage der Personalbeurteilung und innerhalb des Entgeltsystem-Rahmens ist es eine bedeutende Aufgabe der Führungskräfte vor Ort, eine Differenzierung leistungsbezogener Entgeltbestandteile vorzunehmen, die unterschiedlichen Leistungsniveaus der Mitarbeiter gerecht wird.
Die betriebliche Entgeltpolitik erfolgt immer vor dem Hintergrund des Arbeitsentgelts als zentraler Kostengröße im Unternehmen. Für Deutschland sind zu unterscheiden:
- Die Personalbasiskosten, welche in unmittelbarem Zusammenhang zu der Leistungserstellung des Arbeitnehmers stehen, z. B. Zeitlohn, Leistungslohn und Prämienlohn als direkter Lohn.
- Die Personalnebenkosten, die auch als Personalzusatzkosten bezeichnet werden. Sie gehen über die Basiskosten hinaus (z. B. Sozialkosten, Weihnachtsgratifikation, Urlaubsgratifikation bzw. Arbeitgeberbeiträge zur Sozialversicherung) und zählen zu den Elementen der Personalbetreuung.

Weitere bedeutsame Teilaspekte der Personalentlohnung sind beispielsweise die Erfindervergütungen, Lohnnebenkosten, Arbeitsbewertung, Vorgabezeiten, Pfändung, Lohnabrechnung, Lohnfortzahlung, Sozialversicherung, Sozialabgaben und Lohnsteuer.
Eine Besonderheit ist die (hauptsächliche) Entlohnung aus Trinkgeldern, üblich z. B. in Spielbanken (vgl. Tronc).